# Cinthia Santos
Cinthia Santos (Araguari, 16 de abril de 1983) é uma modelo e empresária brasileira, notória por ser uma das musas do Carnaval paulistano, no qual desfila há mais de uma década na Águia de Ouro, escola na qual foi rainha de bateria entre os anos de 2015 e 2018. Cinthia é ainda empresária e interpretou durante anos a personagem "Índia Potira", no programa televisivo Escolinha do Gugu.

## Biografia
Cinthia nasceu em Araguari, em Minas Gerais, vive na cidade de São Paulo desde a infância.